# Mike Simpson
Michael Keith Simpson, detto Mike (Burley, 8 settembre 1950), è un politico statunitense, membro della Camera dei Rappresentanti per lo stato dell'Idaho dal 1999.

## Biografia
Nato e cresciuto nell'Idaho, Simpson si laureò alla Università Washington a Saint Louis ed intraprese la professione di dentista.
Entrato in politica con il Partito Repubblicano, nel 1984 venne eletto all'interno della legislatura statale dell'Idaho, dove portò a termine sette mandati e per cinque anni svolse le funzioni di Presidente dell'assemblea.
Nel 1998 si candidò alla Camera dei Rappresentanti per il seggio lasciato dal compagno di partito Mike Crapo e nelle elezioni generali sconfisse l'ex deputato democratico Richard H. Stallings. Negli anni successivi venne sempre riconfermato dagli elettori con elevate percentuali di voto.
Ideologicamente Simpson è sempre stato considerato un repubblicano di vedute moderate, tanto da schierarsi contro le posizioni ufficiali del suo partito in varie occasioni; questo suo modo di fare ha spesso attirato critiche da parte delle frange estremiste del Partito Repubblicano come gli esponenti del Tea Party, dalle quali si è dovuto difendere anche a livello elettorale nelle primarie.